# Antoku Tennō
Antoku Tennō (安徳天皇?), (22 de diciembre de 1178-25 de abril de 1185), fue el 81º Emperador de Japón, según el orden tradicional de sucesión. Reinó siendo un niño al final del período Heian desde el vigesimosegundo día del cuarto mes de 1180, hasta el 25 de abril de 1185. Su nombre personal era Tokihito (言仁).

## Biografía
Hijo del emperador Takakura, accedió al trono siendo aún de muy corta edad a causa de la abdicación e inesperada muerte posterior de su padre. El poder efectivo siempre estuvo en manos de sus abuelos, el emperador retirado Go-Shirakawa y, sobre todo, del primer ministro del imperio, el líder del clan de los Heike, Taira no Kiyomori, padre de la emperatriz viuda Kenreimon-in.
En el año de su entronización, se trasladó la capital a Kōbe, pero pronto fue sustituida por Heian-kyō.
En 1183 Go-Toba es proclamado emperador por el clan Minamoto, por consiguiente coexisten dos emperadores, uno en Heian-kyō y otro en el sur.
El emperador niño Antoku es una figura trágica de la historia japonesa. Víctima de las turbulencias políticas de su época, se vio obligado a abandonar la capital junto con toda la corte, cuando los Heike se vieron acosados por sus rivales del clan Genji (Minamoto). En la decisiva batalla naval de Dan-no-ura (1185), donde los Heike se vieron definitivamente derrotados, su abuela Ni-Dono, la viuda de Kiyomori, se arrojó al mar con su nieto en brazos. La desaparición del pequeño emperador y el exterminio del clan Taira supone el final del Período Heian y el comienzo del período del shogunato del Período Kamakura.

## Kugyō
Kugyō (公卿) es el término colectivo para los personajes más poderosos y directamente ligados al servicio del emperador del Japón anterior a la restauración Meiji. Eran cortesanos hereditarios cuya experiencia y prestigio les había llevado a lo más alto del escalafón cortesano. Durante el reinado de Antoku estos hombres fueron:
- Sesshō, Konoe Motomichi, (1160–1233)[5]
- Udaijin
- Nadaijin, Taira Munemori, (1147–1185)
- Dainagon

## Eras de su reinado
- Jijō
- Yōwa
- Juei